# گرت انگلس
گرت انگلس (انگلیسی: Gert Engels؛ زادهٔ ۲۶ آوریل ۱۹۵۷) بازیکن فوتبال اهل آلمان است.
از باشگاه‌هایی که در آن بازی کرده‌است می‌توان به باشگاه فوتبال بروسیا مونشن‌گلادباخ اشاره کرد.